# Ledovec Palü
Ledovec Palü (rétorománsky Vadret da Palü) je 3,5 km dlouhý ledovec (2005) na jihovýchodním úbočí Piz Palü v švýcarském pohoří Bernina. Směřuje do údolí Val Poschiavo v kantonu Graubünden. V roce 1973 měl rozlohu 6,47 km².
Na dně ledovce se ve výšce 2322 m vytvořilo jezero, pod nímž se nachází další jezero Lago Palü. K oběma jezerům se lze snadno dostat ze železniční stanice Alp Grüm na trati Bernina.

## Fotogalerie

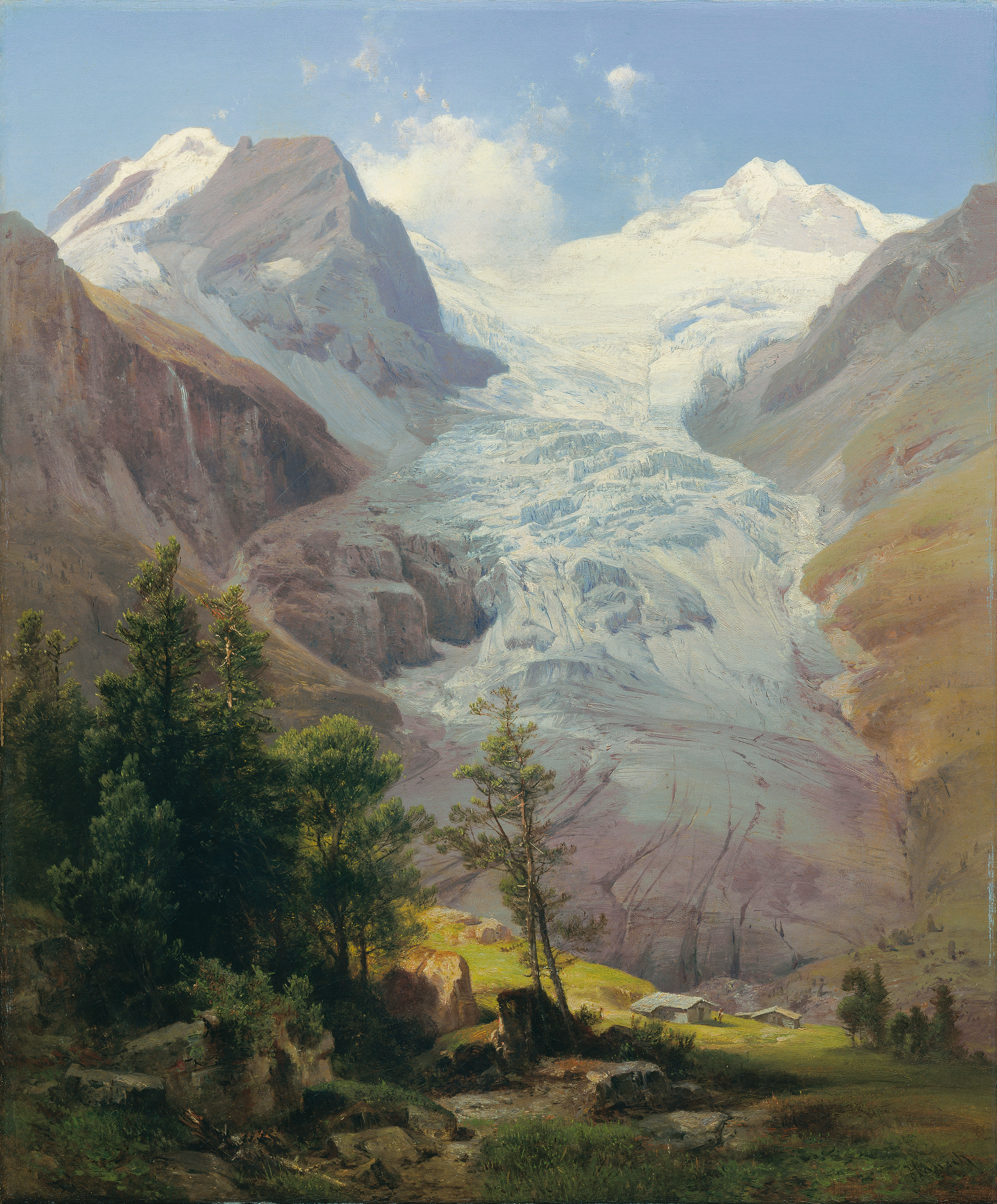
ledovec Palü v 19. století
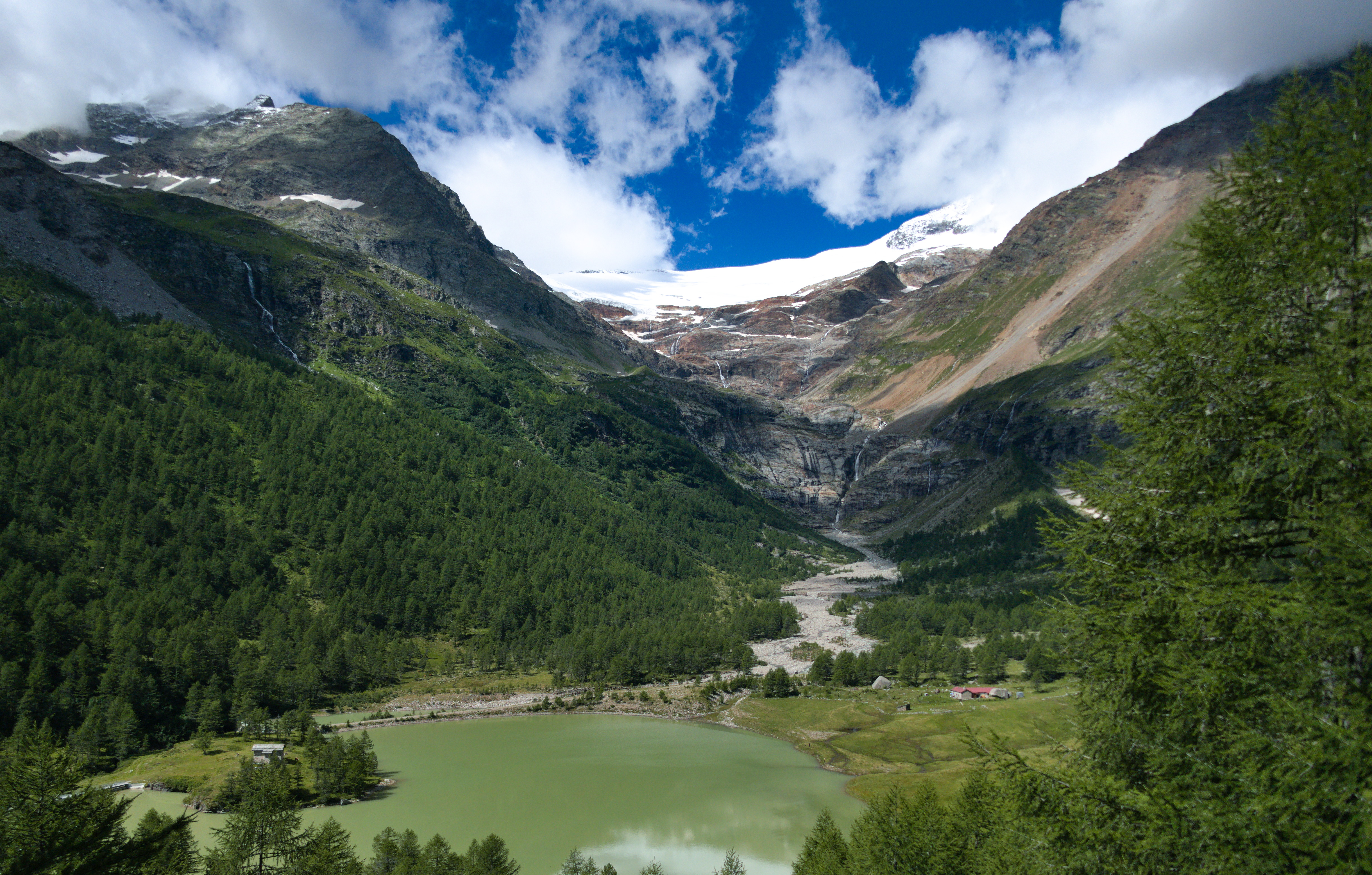
ledovec Palü
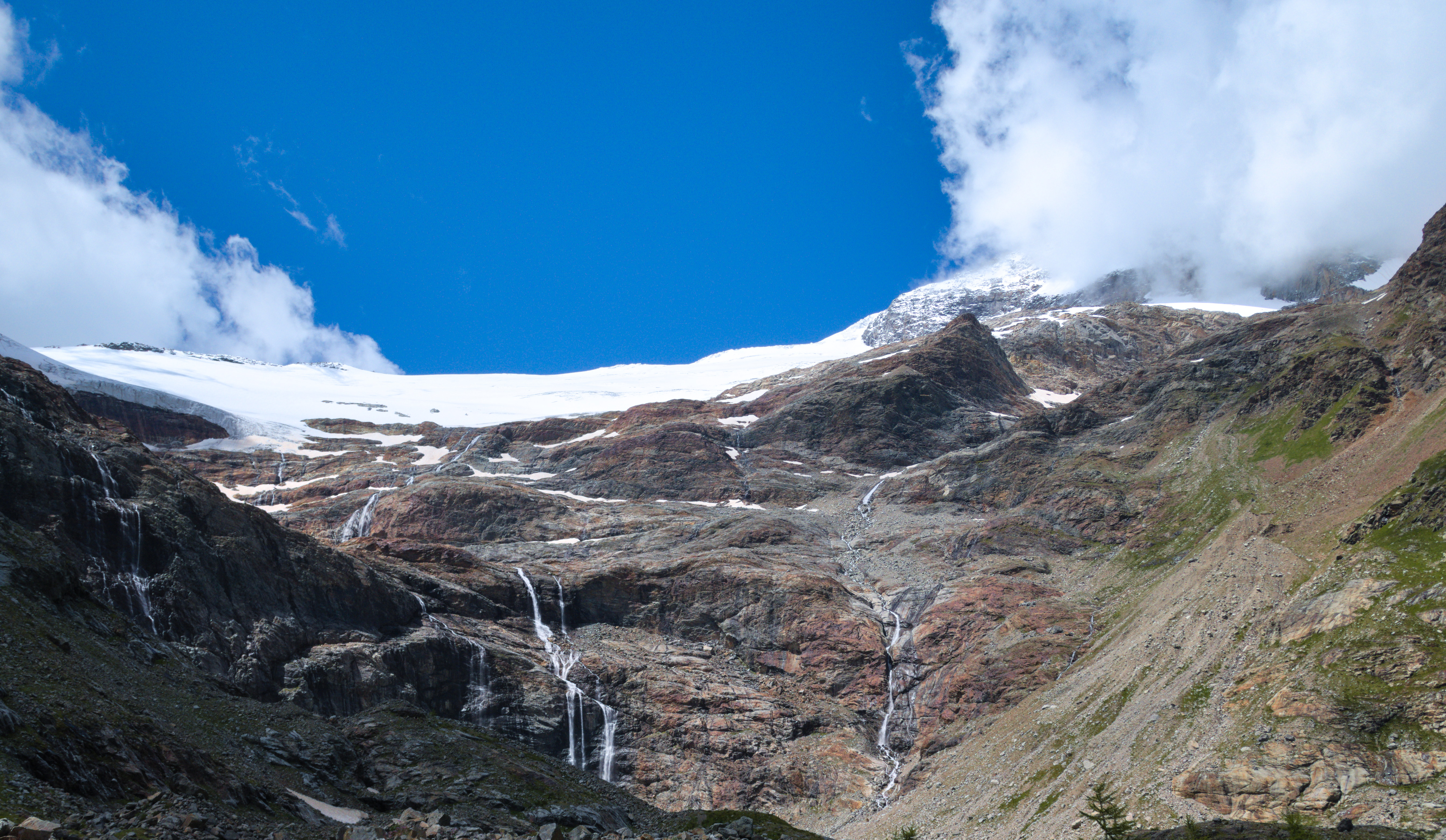
ledovec Palü v srpnu 2021